# Игинжа
Игинжа — река в Вытегорском районе Вологодской области России, впадает в озеро Великое.
Берёт исток в безлюдной болотистой местности на территории Казаковского сельского поселения, течёт на север, пересекает трассу Р37. Населённых пунктов на берегах Игинжи нет. Длина реки составляет 20 км, площадь водосборного бассейна — 72,8 км².

## Данные водного реестра
По данным государственного водного реестра России относится к Балтийскому бассейновому округу, водохозяйственный участок реки — Вытегра, речной подбассейн реки — Свирь (включая реки бассейна Онежского озера). Относится к речному бассейну реки Нева (включая бассейны рек Онежского и Ладожского озера).
Код объекта в государственном водном реестре — 01040100512102000017742.